# Inner Holm
Inner Holm è una piccola isola tidale abitata, situata a circa 350 metri ad est dal porto di Stromness nelle Orcadi, in Scozia. Durante la bassa marea si collega però dal lato opposto della baia all'isola principale dell'arcipelago, Mainland. Poco a sud di essa si trova Outer Holm, un isolotto leggermente più vasto al quale parimenti si unisce durante la bassa marea.
La popolazione Inner Holm nel 2001 ammontava a una sola persona, anche se la cifra era inclusa nel totale di Mainland all'epoca del censimento del 2001. I pochi edifici si trovano all'estremità settentrionale dell'isola, dal quale parte anche una strada pietrosa che diventa carrabile durante la bassa marea, collegandola a Mainland. Una miniturbina eolica è stata installata sulla costa occidentale per la fornitura di energia elettrica.